# Dežerice
Dežerice é um município da Eslováquia, situado no distrito de Bánovce nad Bebravou, na região de Trenčín. Tem 13,04 km² de área e sua população em 2018 foi estimada em 964 habitantes.

## Demografia
| Ano:        | 1994 | 2004   | 2014    | 2024    |
| ----------- | ---- | ------ | ------- | ------- |
| Broj ljudi: | 573  | 613    | 763     | 1150    |
| Razlika:    |      | +6,98% | +24,46% | +50,72% |

| Ano:               | 2023 | 2024   |
| ------------------ | ---- | ------ |
| Número de pessoas: | 1137 | 1150   |
| Diferença:         |      | +1,14% |